# Spojené státy americké na Letních olympijských hrách 1924
Spojené státy americké na Letních olympijských hrách v roce 1924 ve francouzské Paříži reprezentovalo 299 sportovců, z toho 24 žen a 275 mužů, v 18 portech.

## Medailisté
| Medaile | Jméno | Sport                | Soutěž                                         |
| ------- | --- | -------------------- | ---------------------------------------------- |
| Zlato   | Jackson Scholz | Atletika             | Muži 200 m                                     |
| Zlato   | Dan Kinsey | Atletika             | Muži 110 m překážek                            |
| Zlato   | Morgan Taylor | Atletika             | Muži 400 m překážek                            |
| Zlato   | Louis Clarke Frank Hussey Al LeConey Loren Murchison | Atletika             | Muži štafeta 4 × 100 m                         |
| Zlato   | Commodore Cochran Alan Helffrich Oliver MacDonald William Stevenson | Atletika             | Muži štafeta 4 × 400 m                         |
| Zlato   | William DeHart Hubbard | Atletika             | Muži skok daleký                               |
| Zlato   | Harold Osborn | Atletika             | Muži skok vysoký                               |
| Zlato   | Harold Osborn | Atletika             | Muži desetiboj                                 |
| Zlato   | Lee Barnes | Atletika             | Muži skok o tyči                               |
| Zlato   | Clarence Houser | Atletika             | Muži vrh koulí                                 |
| Zlato   | Clarence Houser | Atletika             | Muži hod diskem                                |
| Zlato   | Frederic Tootell | Atletika             | Muži hod kladivem                              |
| Zlato   | Fidel LaBarba | Box                  | Muži váha muší do 50,8 kg                      |
| Zlato   | Jackie Fields | Box                  | Muži pérová váha do 57,2 kg                    |
| Zlato   | Albert White | Skoky do vody        | Muži prkno 3 m                                 |
| Zlato   | Albert White | Skoky do vody        | Muži věž 10 m                                  |
| Zlato   | Elizabeth Becker | Skoky do vody        | Ženy prkno 3 m                                 |
| Zlato   | Caroline Smith | Skoky do vody        | Ženy věž 10 m                                  |
| Zlato   | Frank Kriz | Sportovní gymnastika | Muži přeskok                                   |
| Zlato   | Paul Costello John Brendan Kelly | Veslování            | Muži dvojsif                                   |
| Zlato   | Leonard Carpenter Howard Kingsbury Alfred Lindley John Miller James Rockefeller Frederick Sheffield Benjamin Spock Laurence Stoddard Alfred Wilson | Veslování            | Muži osmiveslice                               |
| Zlato   | Charlie Austin R. Brown J. Cashel Philip Clark Norman Cleaveland Hugh Cunningham Dudley DeGroot Robert Devereux George Dixon Charles Doe Linn Farrish Edward Graff C. Grondona Joseph Hunter Richard Hyland Caesar Mannelli Charles Mehan John Muldoon William S. Muldoon John O'Neil John Patrick William Rogers Rudolph Scholz Colby Slater Norman Slater Charles Lee Tilden Jr. Edward Turkington Alan Valentine Alan Williams | Ragby                | Turnaj mužů                                    |
| Zlato   | Henry Bailey | Sportovní střelba    | Muži 25 metrů rychlopalná pistole              |
| Zlato   | Morris Fisher | Sportovní střelba    | Muži 300 metrů rifle tři pozice                |
| Zlato   | Raymond Coulter Joseph Crockett Morris Fisher Sidney Hinds Walter Stokes | Sportovní střelba    | Družstvo mužů 300 m                            |
| Zlato   | John Boles | Sportovní střelba    | Muži 100 m jednotlivci                         |
| Zlato   | Frederick Etchen Frank Hughes John Noel Clarence Platt Samuel Sharman William Silkworth | Sportovní střelba    | Tružstvo mužů trap                             |
| Zlato   | Johnny Weissmüller | Plavání              | Muži 100 m volný způsob                        |
| Zlato   | Johnny Weissmüller | Plavání              | Muži 400 m volný způsob                        |
| Zlato   | Warren Kealoha | Plavání              | Muži 100 m znak                                |
| Zlato   | Bob Skelton | Plavání              | Muži 200 m prsa                                |
| Zlato   | Ralph Breyer Harry Glancy Dick Howell Wally O'Connor Johnny Weissmüller | Plavání              | Muži štafeta 4 × 200 m volný způsob            |
| Zlato   | Ethel Lackie | Plavání              | Ženy 100 m volný způsob                        |
| Zlato   | Martha Norelius | Plavání              | Ženy 400 m volný způsob                        |
| Zlato   | Sybil Bauer | Plavání              | Ženy 400 m znak                                |
| Zlato   | Euphrasia Donnelly Gertrude Ederleová Ethel Lackie Mariechen Wehselau | Plavání              | Ženy štafeta 4 × 100 m volný způsob            |
| Zlato   | Vincent Richards | Tenis                | Muži dvouhra                                   |
| Zlato   | Francis Hunter Vincent Richards | Tenis                | Muži čtyřhra                                   |
| Zlato   | Hazel Wightmanová R. Norris Williams | Tenis                | Smíšená čtyřhra                                |
| Zlato   | Helen Willsová Moodyová | Tenis                | Ženy dvouhra                                   |
| Zlato   | Hazel Wightmanová Helen Willsová Moodyová | Tenis                | Ženy čtyřhra                                   |
| Zlato   | Robin Reed | Zápas                | Muži volný styl do 61 kg                       |
| Zlato   | Russell Vis | Zápas                | Muži volný styl do 66 kg                       |
| Zlato   | John Spellman | Zápas                | Muži volný styl do 87 kg                       |
| Zlato   | Harry Steel | Zápas                | Muži volný styl nad 97 kg                      |
| Stříbro | Jackson Scholz | Atletika             | Muži 100 m                                     |
| Stříbro | Charlie Paddock | Atletika             | Muži 200 m                                     |
| Stříbro | Horatio Fitch | Atletika             | Muži 400 m                                     |
| Stříbro | August Fager Earl Johnson Arthur Studenroth | Atletika             | Družstvo mužů přespolní běh                    |
| Stříbro | Edward Gourdin | Atletika             | Muži skok daleký                               |
| Stříbro | Leroy Brown | Atletika             | Muži skok vysoký                               |
| Stříbro | Glen Graham | Atletika             | Muži skok o tyči                               |
| Stříbro | Glenn Hartranft | Atletika             | Muži vrh koulí                                 |
| Stříbro | Matt McGrath | Atletika             | Muži hod kladivem                              |
| Stříbro | Emerson Norton | Atletika             | Muži desetiboj                                 |
| Stříbro | Salvatore Tripoli | Box                  | Muži váha bantamová do 53,5 kg                 |
| Stříbro | Joseph Salas | Box                  | Muži pérová váha do 57,2 kg                    |
| Stříbro | Pete Desjardins | Skoky do vody        | Muži prkno 3 m                                 |
| Stříbro | David Fall | Skoky do vody        | Muži věž 10 m                                  |
| Stříbro | Aileen Rigginová | Skoky do vody        | Ženy prkno 3 m                                 |
| Stříbro | Elizabeth Becker | Skoky do vody        | Ženy věž 10 m                                  |
| Stříbro | Elmer Boeseke Tommy Hitchcock, Jr. Frederick Roe Rodman Wanamaker | Pólo                 | Turnaj mužů                                    |
| Stříbro | William Gilmore | Veslování            | Muži skif                                      |
| Stříbro | Marcus Dinwiddie | Sportovní střelba    | Muži 50 metrů libovolná malorážka 60 ran vleže |
| Stříbro | Carl Osburn | Sportovní střelba    | Muži 300 metrů rifle tři pozice                |
| Stříbro | Duke Kahanamoku | Plavání              | Muži 100 m volný způsob                        |
| Stříbro | Paul Wyatt | Plavání              | Muži 100 m znak                                |
| Stříbro | Mariechen Wehselau | Plavání              | Ženy 100 m volný způsob                        |
| Stříbro | Helen Wainwright | Plavání              | Ženy 400 m volný způsob                        |
| Stříbro | Agnes Geraghty | Plavání              | Ženy 200 m prsa                                |
| Stříbro | Marion Jessupová Vincent Richards | Tenis                | Smíšená čtyřhra                                |
| Stříbro | Chester Newton | Zápas                | Muži volný styl do 61 kg                       |
| Bronz   | Schuyler Enck | Atletika             | Muži 800 m                                     |
| Bronz   | Ivan Riley | Atletika             | Muži 400 m překážek                            |
| Bronz   | William Cox Edward Kirby Willard Tibbetts | Atletika             | Družstvo mužů 3000 m                           |
| Bronz   | Clarence DeMar | Atletika             | Muži marathon                                  |
| Bronz   | Earl Johnson | Atletika             | Muži přespolní běh                             |
| Bronz   | James Brooker | Atletika             | Muži skok o tyči                               |
| Bronz   | Ralph Hills | Atletika             | Muži vrh koulí                                 |
| Bronz   | Tom Lieb | Atletika             | Muži hod diskem                                |
| Bronz   | Eugene Oberst | Atletika             | Muži hod oštěpem                               |
| Bronz   | Robert LeGendre | Atletika             | Muži pětiboj                                   |
| Bronz   | Raymond Fee | Box                  | Muži váha muší do 50,8 kg                      |
| Bronz   | Frederick Boylstein | Box                  | Muži lehká váha do 61,2 kg                     |
| Bronz   | Clarence Pinkston | Skoky do vody        | Muži prkno 3 m                                 |
| Bronz   | Clarence Pinkston | Skoky do vody        | Muži věž 10 m                                  |
| Bronz   | Caroline Fletcher | Skoky do vody        | Ženy prkno 3 m                                 |
| Bronz   | Sloan Doak | Jezdectví            | Jezdecká všestrannost - jednotlivci            |
| Bronz   | Leon Butler Edward Jennings Harold Wilson | Veslování            | Muži dvojka s kormidelníkem                    |
| Bronz   | Robert Gerhardt Sidney Jelinek John Kennedy Edward Mitchell Henry Welsford | Veslování            | Muži čtyřka s kormidelníkem                    |
| Bronz   | John Boles Raymond Coulter Dennis Fenton Walter Stokes | Sportovní střelba    | Družstvo mužů 100 m                            |
| Bronz   | Frank Hughes | Sportovní střelba    | Muži trap                                      |
| Bronz   | Samuel Kahanamoku | Plavání              | Muži 100 m volný způsob                        |
| Bronz   | Bob Skelton | Plavání              | Muži 200 m prsa                                |
| Bronz   | Gertrude Ederleová | Plavání              | Ženy 100 m volný způsob                        |
| Bronz   | Gertrude Ederleová | Plavání              | Ženy 400 m volný způsob                        |
| Bronz   | Aileen Rigginová | Plavání              | Ženy 100 m znak                                |
| Bronz   | Arthur Austin Elmer Collett Jam Handy Oliver Horn Fred Lauer George Mitchell John Norton Wally O'Connor George Schroth Herb Vollmer Johnny Weissmüller | Vodní polo           | Turnaj mužů                                    |
| Bronz   | Bryan Hines | Zápas                | Muži volný styl do 56 kg                       |